# Ткач Сергій Федорович
Сергíй Фéдорович Ткáч (15 вересня 1952, Кисельовськ, Кемеровська область, РРФСР, СРСР — 5 листопада 2018, Житомирська установа виконання покарань (№ 8), Житомир, Україна) — серійний вбивця, ґвалтівник, педофіл, який ґвалтував та вбивав дівчат та молодих жінок з 1980 до 2005 року. Затриманий у своєму будинку в м. Пологи у 2005 році. Після трирічного розслідування, 23 грудня 2008 засуджений до довічного ув'язнення за 37 доведених убивств, всі або із зґвалтуванням, або із задоволенням статевої пристрасті у збоченій формі, та декілька десятків зґвалтувань. Всього за неофіційними даними та за словами самого Ткача здійснив понад 100 вбивств, докази яких досі збирає прокуратура. Жертвами маніяка були в основному дівчата 8-17 років.

## Біографія
Народився 15 вересня 1952 року у місті Кисельовськ Кемеровської області. В школі захоплювався важкою атлетикою, навіть досяг певних успіхів: став чемпіоном Кисельовська з підняття штанги серед юніорів. Не раз був чемпіоном Кузбасу в даному виді спорту. Став кандидатом в майстри спорту, але, пошкодивши під час тренування сухожилля лівої руки, втратив шанси досягти успіхів в великому спорті.
Служив у лавах Радянської армії, військово-освітня спеціальність — технік-геодезист.
Після армії працював в кемеровській міліції експертом-криміналістом, проте невдовзі був звільнений за службову фальсифікацію. Змінив багато місць проживання та роботи. Працював на заводах, шахтах, колгоспах. Був тричі одружений та має четверо дітей.
На початку 1980-х років після розлучення переїхав до Української РСР на постійне місце проживання — спочатку в кримське селище Скворцове, де залишилися жити його батьки, згодом — у місто Павлоград Дніпропетровської області, пізніше — у Пологи Запорізької області; згодом отримав прізвиська «Павлоградський маніяк» і «Пологівський маніяк».

## Убивства

### Крим
Вперше скоїв убивство, за його свідченням, у 1980 році у Сімферополі — задушив і зґвалтував молоду жінку, а потім сам подзвонив в міліцію, щоб «допомогти колегам по службі виявити труп». Черговий по РВВС відмовився назвати своє ім'я, і Ткач повісив трубку. «Так почалася моя 25-річна біганина …» — розповідав він.

### Дніпропетровська область
31 жовтня 1984 року в місті Павлограді Дніпропетровської області була убита 10-річна Оля Дмитренко. Її тіло з ознаками зґвалтування і задухи було знайдено 2 листопада на покинутому маслозаводі. У дівчинки зникли нотний зошит і годинник.
13 лютого 1985 року була вбита 8-річна Оля Шувалова. Батьки бачили, як школярка зайшла в під'їзд, але до квартири так і не дісталася. Тіло дівчинки знайшли в той же день в підвалі будинку. Навесні того ж року в річці Вовча був виявлений труп 20-річної дівчини. Експерт-криміналіст встановив, що вбивця спочатку задушив свою жертву, а потім зґвалтував.
У жовтні 1987 року Ткач здійснив зґвалтування 11-річної Валі Осинної в селі Варварівка та 17-річної дівчини в Павлограді, в червні 1988 року — вбивство 9-річної і зґвалтування 12-річної дівчаток в місті Тернівці, у квітні 1989 року було дві 15-річні жертви в Павлограді. 28 липня того ж року 8-річна Оля Светлична поїхала на велосипеді в магазин по хліб і не повернулася. Під вечір в лісопосадці лише за 300 метрів від будинку було виявлено її тіло. Цього ж літа в серпні Ткач вчинив ще одне вбивство 9-річної дівчинки.
У 1990 році — знову три жертви: дві дівчинки вбиті, одна зґвалтована, у 1993 році — чотири вбивства неповнолітніх, у 1995 році — три вбивства, у 1996 році — два вбивства, у 1997 році — три вбивства, у 1998 році — два зґвалтування і три вбивства, у 1999 році було виявлено два тіла.

### Харківська область
У 1995 році скоїв вбивство в Харківській області, де нібито випадково опинився на одному з вокзалів. На відтворенні обстановки та обставин події Ткач розповів слідчим, що, добряче випивши, безцільно йшов тополиною алеєю повз цвинтар і випадково зустрів дівчинку.

### Запорізька область
У 2000 році дружина Сергія Ткача Людмила отримала посаду заступника директора олійного заводу в Запорізькій області, куди вони перебралися з сім'єю. У 2003 році в місті Пологи Ткач скоїв зґвалтування і одне вбивство. У 2004 році жорстоко розправився з двома дівчатками — Оленою Кириловою та Юлею Литовченко.
Влітку 2005 року з'явився перший свідок, який запам'ятав як виглядав злочинець. 18-річній Ользі Топаловій однією з небагатьох вдалося вижити після нападу: вона втратила свідомість, тож Ткач вирішив, що вона мертва, і зґвалтував її. Дівчина розповіла, що нападник був з вусами і приїхав на велосипеді. За її описом був складений фоторобот передбачуваного злочинця. Після цього в Пологах були вбиті ще дві школярки: 14-річна Альбіна Ноздрина і Марина Михалюк.
Останньою жертвою стала дочка сусіда, 9-річна Катя Харуджія. Після вбивства Ткач прийшов на її похорон. Злочин було скоєно майже поруч з будинком — на березі місцевої річки, де дівчинка засмагала зі своїми друзями. Коли третьокласниця пропала, знайшовся свідок — місцевий житель і товариш по службі Сергія Ткача повідомив в міліцію про те, що бачив, як той купався з дівчинкою і її однолітками.

### Інші вбивства
На думку дніпропетровського слідчого з особливо важливих справ Валерія Миргородського, який входив до слідчої групи, створеною Генеральною прокуратурою України для розслідування вбивств, скоєних Сергієм Ткачем, найбільшою складністю був фактор давності. З 1980-х років, коли в Павлограді були здійснені перші вбивства, на момент затримання Ткача пройшла майже чверть століття, і багато документів не збереглося. Зіставляючи явки з повинною, які давав підозрюваний, з нерозкритими кримінальними справами, що збереглися в архіві, слідчі виявили, що за багатьма епізодами справа навіть не порушувалася.
Так, Ткач зізнався, що в одному з сіл Павлоградського району він убив дівчинку і закопав у дворі покинутої хати. Тоді в порушенні кримінальної справи за фактом зникнення дитини було відмовлено. Через три роки, коли хтось купив цю хату і почав у дворі будівництво, її залишки були знайдені та впізнані. Але і тоді справу не порушили: причину смерті визначити вже було не можна. Там же, в Павлограді, слідча група не знайшла і документальних слідів ще одного вбивства: труп дівчинки, знайдений в колодязі теплотраси через кілька місяців після її загибелі, міліція теж не вважала за кримінал.
За два роки проживання в Криму Ткач вчинив, за його власним зізнанням, п'ять вбивств. Але з 1980 по 1982 роки такі злочини не зареєстровані, хоча вбивця дуже докладно описав, як задушив і зґвалтував дівчинку приблизно років восьми в селі Червоному, а потім присипав землею і гілками, як вбивав дівчат недалеко від вокзалу, на плато в Сімферополі і біля телецентру. Можливо, жертви вижили після нападу злочинця і просто не подавали заяв до міліції. Убиті Сергієм Ткачем дівчата також до сих пір можуть вважатися безвісти зниклими.
У Дніпрі, де він якийсь час жив і торгував на ринку кооперативними світильниками, злочинець теж залишив свій слід — убив трьох дівчаток в житлових масивах Сокіл і Перемога. Але тільки за фактом загибелі однієї з них — 16-річної студентки медучилища, яка, вирішивши скоротити дорогу, пішла через Лоц-Кам'янське кладовище, — було порушено кримінальну справу. Вона так і не була розкрита.

## Затримання
Сергій Ткач був затриманий у своєму будинку на околиці міста Пологи у серпні 2005 року. Зустрів оперативників словами: «Я чекав на вас 25 років». Під час обшуку в його будинку були знайдені жіночі парасольки, сумки, туфлі, губні помади, дитячі зошити, ляльки, прикраси. Бувши під слідством, він заявляв, що одним із стимулів вбивств для нього було бажання довести «повну профнепридатність оперативників». У 2012 році в інтерв'ю газеті «Сьогодні» Ткач розповів:

| Зараз знаю, що з 1985 року я перебував в оперативній розробці міліції Павлограда та області за цими злочинами. Мене неодноразово допитували також співробітники прокуратури області, міліцейські капітани. Може, вони нині по тутешніх поверхах ходять у званні полковників, їм зараз має бути соромно... Тобто мене за підозрою в тих злочинах затримували, але я приносив (показує жестами гроші. - Авт.), будував таку версію, що мене відпускали відразу. Потім я усамітнювався, пив ночами і розмовляв зі своїм собакою. І знову здійснював... Я хотів остаточно показати МВС, що вони не вміють працювати, а тільки горілку жерти і затримувати п'яниць. Я бачив, звичайно, що там, на озері, кругом люди... І що мене спонукало вбити дівчинку, не знаю, просто не знаю... Я затягнув її під корч і втопив там. Звір, таких в природі немає, - так можу себе охарактеризувати. |
| |

Засуджений у грудні 2008 року до довічного позбавлення волі.

## Почерк
За його свідченням, вбивства зі зґвалтуваннями у збоченій формі він скоював з 1980 по 2005 роки в Криму, Запорізькій, Харківській та Дніпропетровській областях. У якості жертв обирав дівчат віком від 9 до 20 років, яких зазвичай вистежував в лісопосадках близько залізнодоріжного полотна і автострад, вважаючи, що підозрювати у злочинах будуть якогось приїжджого. Перед вбивством випивав стакан горілки з димедролом. Нападав ззаду, стискав сонну артерію і після вбивства ґвалтував. У кожної жертви він брав щось «на пам'ять»: золоті прикраси, помаду, дзеркальце, сумочку або нижню білизну жертви.
Бувши знайомим з оперативною практикою міліції, Ткач не залишав слідів на тілах своїх жертв: знімав з них усі предмети одягу і взуття, на яких могли б залишитися відбитки його пальців, ретельно знищував докази, не залишаючи на місці злочину недопалків і недоїдків, затоптував сліди, користувався презервативами, щоб «не залишати біологічних слідів». З місця злочину йшов шпалами, щоб службові собаки не могли взяти його слід. З матеріалів справи:

| Сергій Ткач — один з найхитріших маніяків світу. Одного разу він повертався з чергового вбивства, в кишенях лежали речі жертви. Назустріч ішов патруль міліції. Ткач забіг у сільський туалет і почав мастурбувати. Міліціянти подумали, що онаніст не може бути маніяком. |
| |

## Характер і якості
У рамках кримінальної справи була проведена судово-психіатрична експертиза, в результаті якої Сергія Ткача визнали осудним. Експертиза говорила:

| Застосування примусових мір медичного характеру Сергій Ткач не потребує. Йому притаманні такі індивідуально-психічні особливості, як сильно виражений егоцентризм, емоційна холодність, образливість, вразливість, мстивість і нездатність до встановлення тривалих теплих стосунків. А також підвищена злобність, дратівливість і агресивність. |
| |

Психіатр, який брав участь в експертизі, додавав:

| Він вбивав, щоб бути найкрутішим серед вбивць. В психіатрії є навіть поняття — «синдром Герострата», коли людина здійснює злочин для того щоб прославитися. Ткач усвідомлював свої дії і лікування не потребує. Як і більшість маніяків, він емоційно холодний, мстивий, з підвищеною злобністю, агресивністю і сильно вираженим егоцентризмом. Саме такі риси характеру і формують серійного вбивцю. |
| |

## Невинно засуджені
До числа опосередковано постраждалих від Сергія Ткача можна віднести ще 9 осіб (не рахуючи родичів жертв маніяка). Їхні життя були зламані обвинуваченнями і вироками за вбивства і зґвалтування, скоєні Ткачем. Всі вони давали свідчення під тиском. Згодом Генпрокуратура України розслідувала серію кримінальних справ по відношенню до співробітників управління кримінального розшуку ГУМВС в Запорізькій області, які, за версією слідства, «вибивали» свідчення з засуджених у справі Сергія Ткача.

#### Ігор Рижков
1 грудня 1987 року Ігор Рижков був засуджений до вищої міри покарання — розстрілу, хоча громадський обвинувач просив призначити покарання у вигляді 15 років позбавлення волі. 20 травня 1988 року постановою Пленуму Верховного Суду СРСР вирок за п'яти епізодами, в тому числі двома вбивствами і трьома зґвалтуваннями, було скасовано, а справа направлена на нове розслідування. В постанові зверталася увага на числені порушення, допущені в ході слідства, і слабку доказову базу. Однак по одному зґвалтуванню і двом спробам зґвалтування Ігор Рижков все ж таки був визнаний винним, за що був засуджений на 10 років позбавлення волі в колонії посиленого режиму (відсидів повністю). У 2008 році один епізод було знято, в ньому зізнався Ткач, однак покарання Рижкова залишалося в силі.

#### Олександр Чудних
Майже одночасно з Ігорем Рижковим затримали ще декількох павлоградців. Четверо з них зізналися в тих самих злочинах, що і Рижков. Але потім відмовилися від своїх свідчень, і справи проти них були закриті. Однак двох — Валерія Коршуна і Олександра Чудних все ж таки засудили за злочини, які вони не здійснювали. Олександр Чудних відсидів у в'язниці 10 років.

#### Валерій Коршун
Валерій Коршун був визнаний винним у скоєнні п'яти зґвалтувань, і у 1987 році засуджений до 15 років. Відсидів повністю, вийшов на свободу і незабаром помер від отриманих у в'язниці хвороб. Був реабілітований посмертно.

#### Володимир Светличний
У 1991 році Володимир Светличний, затриманий за підозрою у вбивстві своєї 9-річної доньки Ольги Светличної, а також у здійсненні ще 22 злочинів, повісився в камері Дніпропетровського СІЗО. Через 14 років його дружина Людмила Светлична з'ясувала, що її чоловікові не встигли пред'явити обвинувачення, а отже вона не має права на компенсацію.

#### Яків Попович
Наймолодшим з засуджених був восьмикласник Яків Попович, якого 16 жовтня 2002 року забрали прямо з уроків і звинуватили у вбивстві його 9-річної родички Яни Попович. Суд засудив 14-річного підлітка до 15 років в'язниці (відсидів 8 років 3 місяці). У 2005 році Сергій Ткач зізнався у вбивстві Яни Попович, однак Яків Попович продовжував сидіти до тих пір, поки «Пологівському маніяку» не було винесено вирок.

#### Віталій Каїра
У 2003 році 23-річного Віталія Каїру було обвинувачено у зґвалтуванні і вбивстві 13-річної Ольги Прищепи. 24 квітня 2004 року його було засуджено на 15 років позбавлення волі (відсидів 4 роки 8 місяців). У 2005 році Ткач зізнався у вбивстві дівчинки, його ДНК збіглася з частками ДНК, знайденими під нігтями Прищепи. У 2012 році екс-полковник і два екс-полковника міліції, які «вибивали» з Каїри свідчення, були засуджені на 5 років позбавлення волі з випробувальним терміном 3 роки.

#### Микола Демчук
Микола Демчук замість серійного вбивці провів за ґратами 4 роки 6 місяців. Його змушували зізнатися у зґвалтуванні Ілони К. Під час допиту Демчуку зламали ногу і пошкодили ребро. І хоча потерпіла (вона залишилася жива) пояснювала, що не запам'ятала обличчя злочинця і не може його впізнати, Демчука засудили до 10 років позбавлення волі. У 2005 році Ткач зізнався у цьому зґвалтуванні. Апеляційний суд Запорізької області скасував вирок. 25 лютого 2008 року Миколу Демчука випустили.

#### Максим Дмитренко
Максим Дмитренко був обвинувачений у зґвалтуванні і вбивстві 17-річної Світлани Старостиної. Незважаючи на відсутність доказів, його засудили до 13 років позбавлення волі. У березні 2012 року Вищій спеціалізований суд з цивільних і кримінальних справ скасував рішення суду за 2005 рік, за яким Дмитренко відсидів за чужий злочин 7 років 6 місяців. Помер у 2015 році.

#### Микола Марусенко
У березні 2005 року інвалід другої групи з дитинства Микола Марусенко з села Балочки Пологівського району був обвинувачений у спробі задушити і зґвалтувати неповнолітню Віталіну К. Марусенка відправили на примусове лікування у психлікарню, де він провів 3 роки. Ткач зізнався у цьому злочині, і справу передивилися «у порядку виключного впровадження за нововиявленими обставинами».

## Особисте життя
До в'язниці Сергій Ткач був двічі одружений (за іншою інформацією — тричі). Вперше одружився і став батьком двох дітей в рідному Кисельовську. Його перша дружина Наталья Стовба живе в селищі і не хоче спілкуватися з журналістами.
В Павлограді познайомився з донькою дальніх, не кровних родичів Любов'ю Миколаївною, теж розлученою, у них народилася донька, вони одружилися. Після другого розлучення, ймовірно, одружився втретє, жив з новою дружиною в селі Вербки під Павлоградом, але пізніше повернувся до Любові.
9 грудня 2015 року одружився з росіянкою Оленою Булкіною і в віці 64 років знову став батьком. Олена молодша за чоловіка на 38 років, за її словами, вона вперше побачила серійного вбивцю у віці 16 років по телевізору, «зацікавилася», а у 2014 році почала шукати його. Крім того, за її словами, вона зв'язувалася і з іншими ув'язненими в колонії суворого режиму.
Перед зустріччю Булкіна і Ткач переписувалися близько пів року. Особисте знайомство на першому побаченні відбулося 3 жовтня 2015 року. Воно пройшло через скло і в присутності охоронців. Тоді ж Ткач покликав Олену заміж, жінка погодилася і почала збирати документи для надання їх у РАЦС.
На другому тривалому побаченні Олена завагітніла, 24 грудня 2016 року у них народилася донька Єлизавета, яку виховують батьки Олени в місті Рибинську Ярославської області. Наразі відомо, що Олена змінила прізвище і працює в будівельній фірмі в Москві.

## Смерть
Помер 4 листопада 2018 року від серцевого нападу в місці відбування довічного покарання. У зв'язку з тим, що ніхто з його родичів та близьких за його тілом не прийшов, 7 листопада його поховали співробітники в'язниці.

## У масовій культурі
- 2006 — «Маска смерті» з циклу «Чесний детектив»
- 2008 — «Головний герой» (НТВ) (Випуск від 21.12.2008)
- 2010 — «Душогуб» з циклу «Кримінальні хроніки»
- 2010 — «Перейти Чикатила!» з циклу «Слідство вели…»
- 2011 — «Той, що плете смерть» з циклу «Геніальний детектив»
- 2012 — «Українські сенсації» — «Історія маніяка Сергія Ткача» (2 частини)
- 2013 — «Без вини винні: вони сиділи за серійних убивць» ток-шоу «Прямий ефір»
- 2017 — «Більше ніж правда» — «Пологівський маніяк» (Випуск від 18.09.2017)
- 2017 — «Російська дружина українського маніяка» з циклу «Нові російські сенсації»
- 2017 — «Щасливі разом: вийти заміж за ув'язненого» ток-шоу «Андрій Малахов. Прямий ефір»
- 2018 — Inside The Worlds Toughest Prisons (Season 2, Episode 2 — Ukraine) (Netflix)
- 2018 — «Ліга корупції. Незаконно засуджені та кати у погонах» (Випуск від 17.11.2018)
- 2018 — «Українські сенсації. Живі нащадки маніяків» (Телеканал 1+1, випуск від 17.11.2018)
- 2018 — «Розслідування Едуарда Петрова. Маска смерті» (Телеканал Росія 24, випуск від 17.11.2018)
- 2018 — «Стосується кожного. Смерть маніяка» (Телеканал «Інтер», випуск від 19.11.2018)
- 2019 — «Слідство ведуть екстрасенси»